# Khawa
Khawa (nep. खावा) – gaun wikas samiti we wschodniej części Nepalu w strefie Kośi w dystrykcie Bhojpur. Według nepalskiego spisu powszechnego z 2001 roku liczył on 492 gospodarstw domowych i 2550 mieszkańców (1368 kobiet i 1182 mężczyzn).